# غاريت ريتشاردز
غاريت ريتشاردز (بالإنجليزية: Garrett Richards) (و. 1988  م) هو لاعب كرة قاعدة، من الولايات المتحدة، ولد في ريفرسايد، يلعب كمرسل الكرة ‏.

## روابط خارجية
- غاريت ريتشاردز على موقع دوري كرة القاعدة الرئيسي (الإنجليزية)
- غاريت ريتشاردز على موقعبيزبول رفرنس.كوم (الدوري الرئيسي) (الإنجليزية)
- غاريت ريتشاردز على موقعبيزبول رفرنس.كوم (الدوري الثانوي) (الإنجليزية)
- غاريت ريتشاردز على موقع إي إس بي إن.كوم (أم.أل.بي) (الإنجليزية)
- غاريت ريتشاردز على موقع مشجعي الرسوم البيانية (الإنجليزية)